# Museu Histórico Municipal de São Caetano do Sul
O Museu Histórico Municipal de São Caetano do Sul, localizado no município de São Caetano do Sul é administrado pela Fundação Pró-Memória e ocupa uma área de 60 metros quadrados. Atualmente, o Museu tem como supervisor geral o jornalista Caio Bruno. Encontrado no antigo Palacete De Nardi, no bairro da fundação. Seu acervo conta com mais de 5 mil peças, dentre objetos pessoais de antigos moradores, ferramentas de trabalho, quadros de artistas da cidade, utensílios domésticos, quadros de fotos dos pioneiros da colonização, peças sacras, móveis e objetos das olarias e  cerâmicas.

## O Museu
O museu foi criado em 1959, mas oficialmente inaugurado em 23 de julho de 1960 pelo prefeito Oswaldo Samuel Massei, localizado na esquina das ruas Baraldi e Rio Grande do Sul, e fechado com apenas um ano de existência. No dia 20 de agosto de 1977, foi reinaugurado no Bosque do Povo, durante as festas do centenário de São Caetano. Apenas em dezembro de 1988 que passou a ocupar a atual edificação. A concepção do Museu foi idealizada pelo professor e sociólogo José de Souza Martins, que defendeu a existência de um local que abrigasse parte da história de São Caetano do Sul. O Museu Histórico Municipal de São Caetano está localizado no antigo Palacete De Nardi, o espaço é de 60 m². Cuidado pela Fundação Pró-Memória e seguindo os padrões de museologia internacionais, o Museu Histórico de São Caetano é composto por estantes de alumínio permitindo a rotatividade do acervo.
Composto de objetos de valor histórico, doados pela população, o museu abriga ferramentas de trabalho, utensílios domésticos, peças de vestuário, retratos dos pioneiros da colonização, peças sacras, móveis e objetos das olarias e cerâmicas de São Caetano.
Além das exposições bimestrais com temas ligados ao município, o Museu promove projetos especiais como A Peça em Destaque. Boa parte de seu acervo fica em exposição, aberto à visitação pública. O Museu Histórico Municipal de São Caetano está sempre junto à comunidade e abre espaço para realização de atividades em conjunto com as escolas e com o público  em geral.

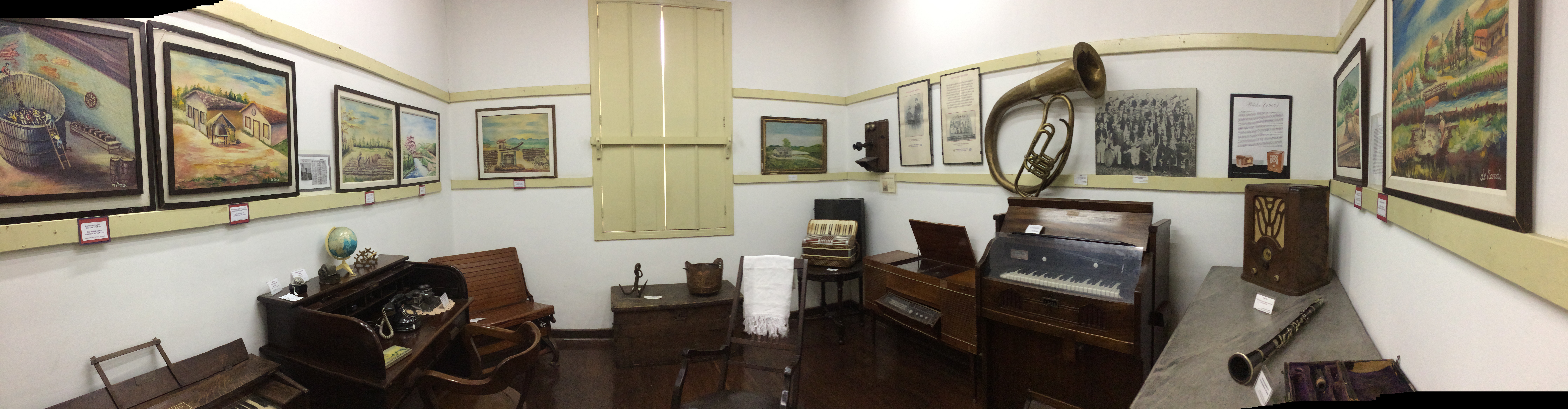
Uma das salas do museu com objetos antigos que foram doados.

### A Peça em Destaque
O Museu Histórico Municipal promove o projeto A Peça em Destaque, que seleciona, todo mês, uma peça de um determinado segmento e coloca-a em evidência em um dos espaços expositivos do Museu, acompanhada por legenda. Esse projeto, além de contemplar cada objeto de forma diferenciada, o público pode fornecer novos dados a respeito, enriquecendo os registros históricos de cada peça e interagindo com a história do museu.
O primeiro objeto contemplado pelo projeto foi um par de patins que pertenceu ao líder autonomista Accacio Spachacquercia. Segundo consta, ele era um patinador e o par de patins em destaque, que data do ano de 1920, aproximadamente, foi adquirido em 1939. Sua esposa, Orlanda Spachacquercia, foi quem fez a doação da peça ao Museu.Também já foi beneficiada pelo A Peça em Destaque uma máquina fotográfica de 1910, da marca Voigtlonder Brownschueig Heliar. A peça escolhida era conhecida como lambe-lambe, porque a placa de vidro era lambida pelo fotógrafo para saber qual era o lado do material sensível à luz. O equipamento fazia registro de imagens em preto e branco e era muito utilizado por fotógrafos que exerciam suas atividades em espaços públicos como praças, jardins e feiras. Os artefatos indígenas de várias tribos brasileiras também foram exibidos pelo projeto e essa exposição ficou para celebrar o Dia do Índio, em 19 de abril.

## Acervo do Museu
O acervo conta com um significativo número de objetos históricos museológicos que resgatam o patrimônio material e imaterial do povo sul-são-caetanense e que revivem várias fases do desenvolvimento da cidade, abrigando as cerca de 5 mil peças, organizadas e armazenadas segundo padrões internacionais de museologia. Obtendo objetos pessoais de antigos moradores, ferramentas de trabalho, quadros de artistas da cidade, utensílios domésticos, quadros de fotos dos pioneiros da colonização, peças sacras, móveis e objetos das olarias e cerâmicas.Fotos antigas, com momentos históricos da cidade, que também fazem parte do acervo, estão arquivadas na Fundação Pró-Memória. O acervo do Museu Municipal reconstrói a história de São Caetano do Sul revivendo várias fases do desenvolvimento e crescimento da cidade.

## Palacete De Nardi
A família De Nardi chegou à cidade em 28 de julho de 1877 na primeira leva de imigrantes italianos vindos da Província de Treviso.
Construído em 1896, por Celeste De Nardi, o palacete segue as características arquitetônicas do final do século XIX, que pode ser observada na altura da casa, na escadaria central, nas várias janelas com largos beirais e na estrutura sólida, construída com tijolos de 28 centímetros.
O palacete foi à sede das Escolas Reunidas, primeira escola oficial da cidade na década de 30, uma padaria, na década de 40, e a sede do América Futebol Clube, nos anos 50. O prédio passou a ser Patrimônio Municipal em meados de 1985, após uma disputa judicial com a Família Perrella, proprietária da casa desde a década de 40, mas que havia abandonado o local.
Após uma reforma, visando à conservação e proteção de suas características arquitetônicas, o palacete tornou-se de interesse público, por seu valor histórico.

### Tombamento
O tombamento do Palacete De Nardi que abriga o museu Municipal de São Caetano foi pensado pela Conprescs ( Conselho Municipal de Preservação do Patrimônio Histórico, Cultural e Ambiental de São Caetano), e na época foi preservado até que o conselho confirmasse o tombamento oficial.
Na época a vice-presidente do Conprescs e assessora da Fundação Pró-Memória, Paula Fiorotti, o processo provisório era necessário porque qualquer morador pode pedir para que um imóvel da cidade seja preservado.
O levantamento do museu foi feito em duas frentes: uma conduzida pela Fundação Pró-Memória e outra pela Secretaria de Obras. A fundação cuidou das pesquisas sobre a história do casarão, quem o construiu, quando, seus usos, entre outros, Á secretaria ficou responsável pela parte dos estudos do estilo arquitetônico do prédio. Com as pesquisas feitas o conselho ficou de decidir o tombamento.

## Fundação Pró-Memoria São Caetano
A Fundação Pró-Memoria, criada em 1991, que cuida do Museu Histórico Municipal, é uma instituição de preservação da história, memória e acervo cultural do Grande ABC. A preservação do patrimônio cultural da cidade é um trabalho em conjunto da fundação junto com a população, feito por meio de iniciativas, mostrando a importância da preservação da história da cidade onde vivem.

### Espaços Expositivos
Para divulgar o acervo diferenciado da instituição, de forma didática e acessível ao público, a Fundação Pró-Memória possui dois espaços expositivos. O Salão Expositivo do Espaço Verde Chico Mendes que recebe amostras de temáticas históricas, quase sempre relativas ao município, que optam pela narrativa por meio da imagem fotográfica.
A casa de vidro que é ampla e multifuncional está localizada na Praça do Professor, abriga exposições, palestras, oficinas e outros eventos. Os temas das amostras organizadas nesse lugar anuem uma orientação alternativa em relação à das propostas do outro local expositivo da instituição, possuindo assuntos culturais de caráter universal, o que permite que a Pró-Memória tenham importantes parcerias com outras instituições de arte e memória, a exemplo do Museu da Imagem e do Som de São Paulo.
Já o Espaço do Forno tem sua importância não só no fato de abrigar exposições, mas também pela história obtida no próprio local, um dos fornos que construíram o aparato de instalação da Cerâmica São Caetano, uma das mais relevantes e poderosas fábricas da cidade, que marcou época.

### Programa de Apoio à Pesquisa
O Centro de Documentação Histórica contém aproximadamente 2 mil títulos entre revistas, monografias, livros, teses e jornais, além de mais de 20 mil fotografias, que recontam com diferentes detalhes a história de São Caetano do Sul. São importantes coleções de documentos textuais, iconográficos, fonográficos e audiovisuais, que datam desde o século XIX até os dias atuais.
Aberto a consultas públicas, o material está disponível a todos os interessados, universitários, mestrandos, memorialistas, estudantes, professores, doutorandos e pesquisadores em geral. A pesquisa deve ser feita diretamente no Centro de Documentação localizada na Av. Dr. Augusto de Toledo, 255, Bairro Santa Paula. É possível obter xerox, copias ou digitais, dos documentos recebendo a avaliação do pedido.
A Fundação Pró-Memória trabalha para melhorar e facilitar as pesquisas, com o desenvolvimento do sistema de acesso informatizado de documentos e fotos, a fim de que os usuários tenham acesso a respostas às suas solicitações o mais rápido possível.

## Mais fotos

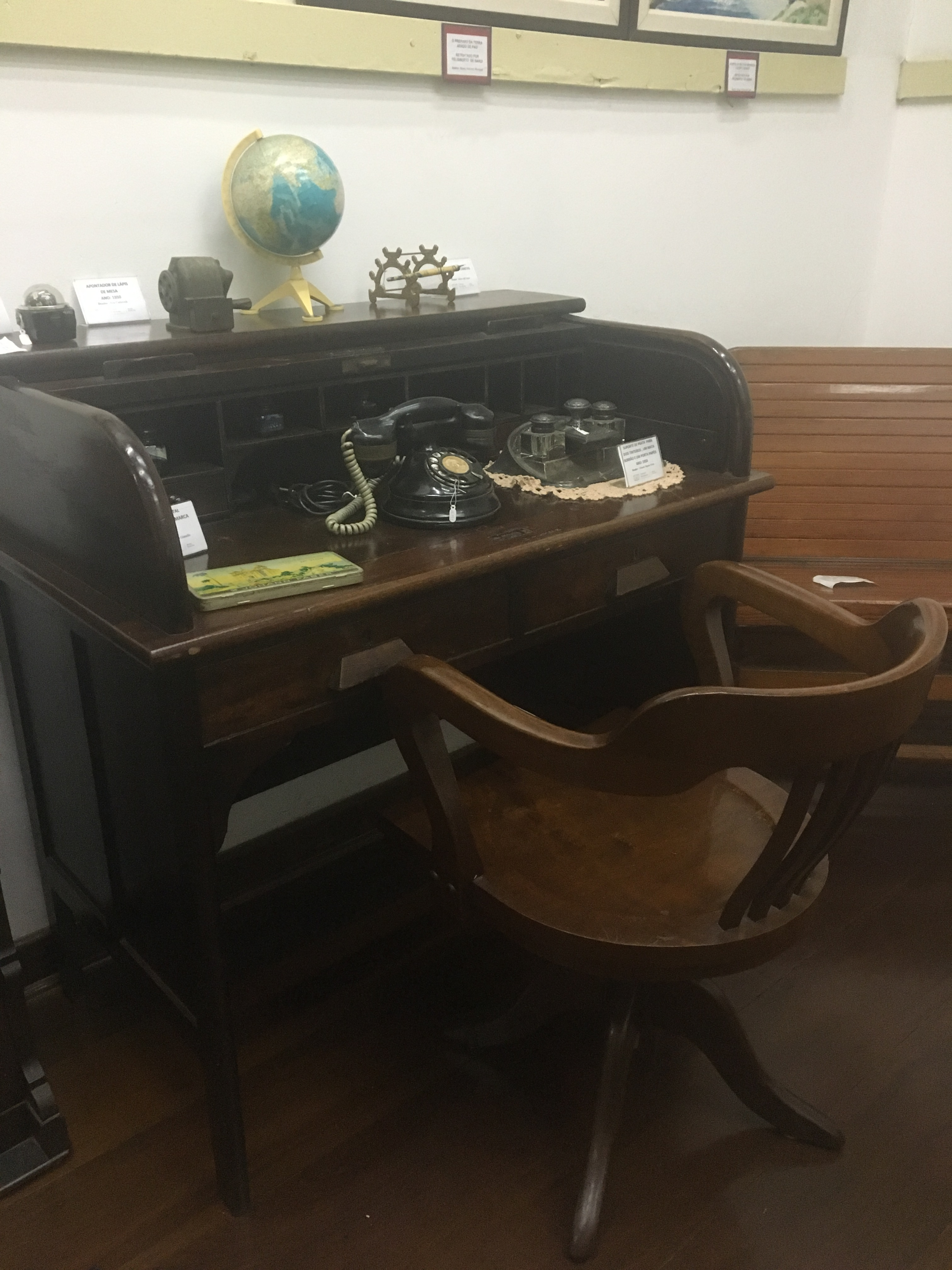
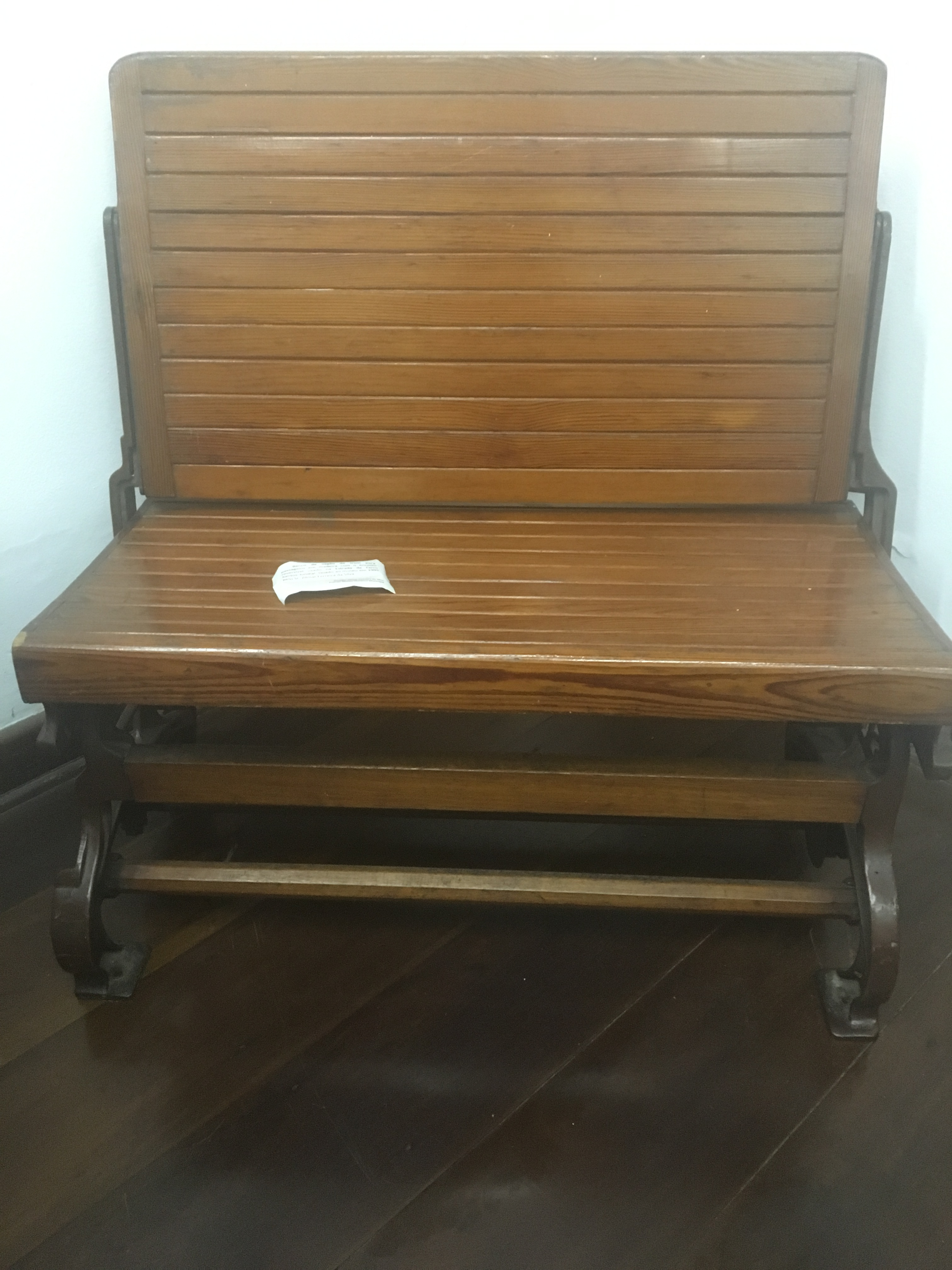
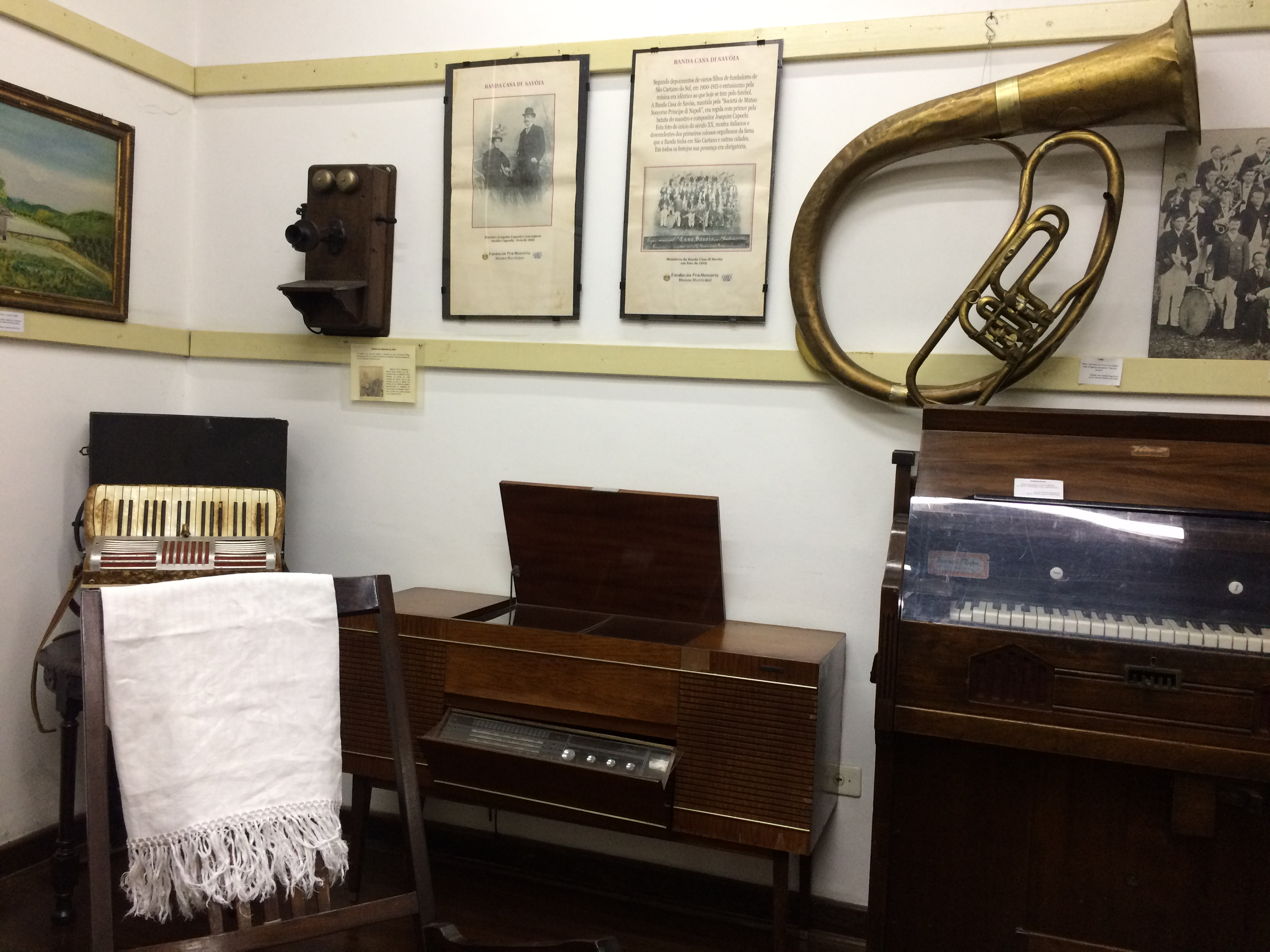
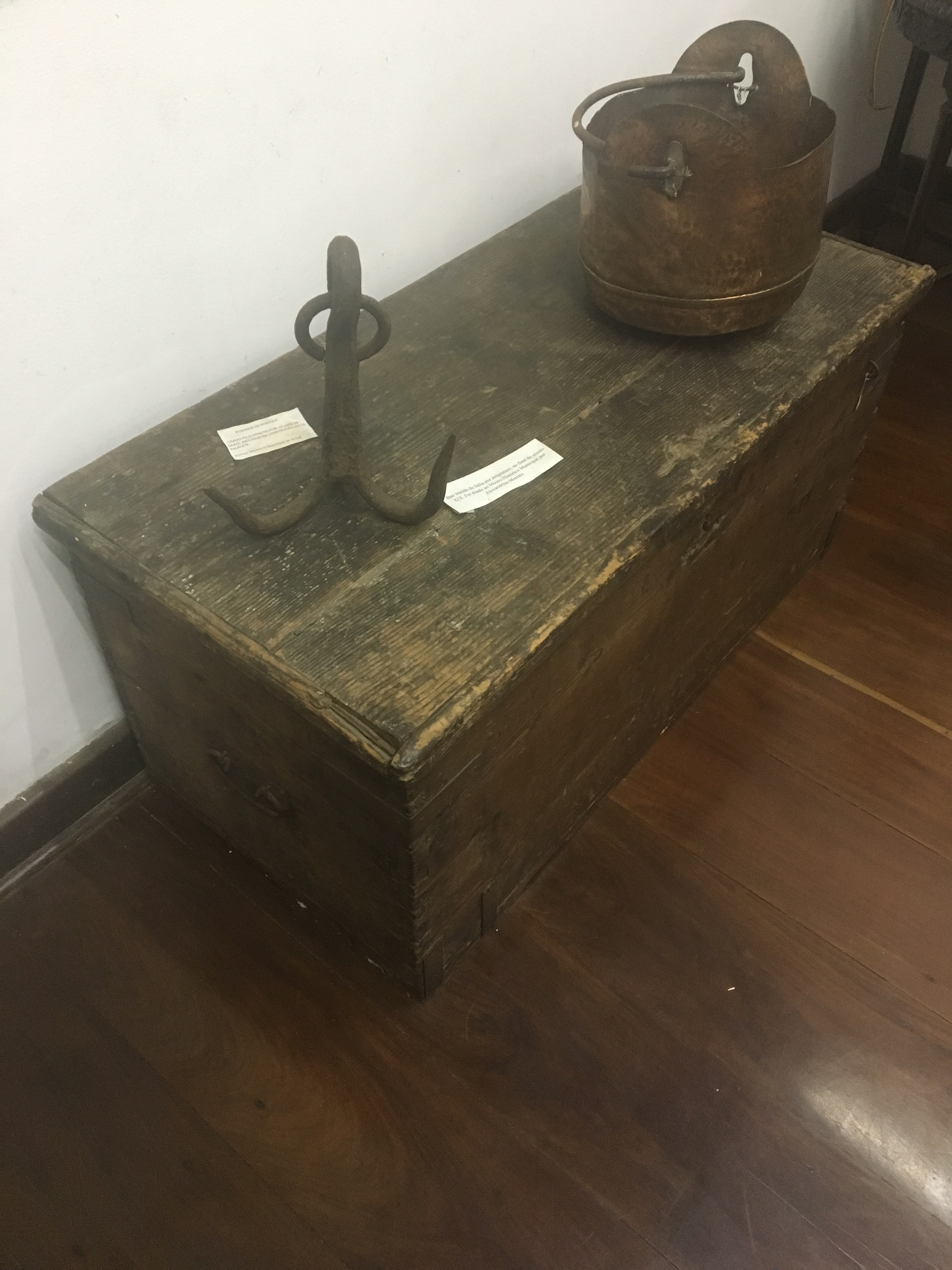
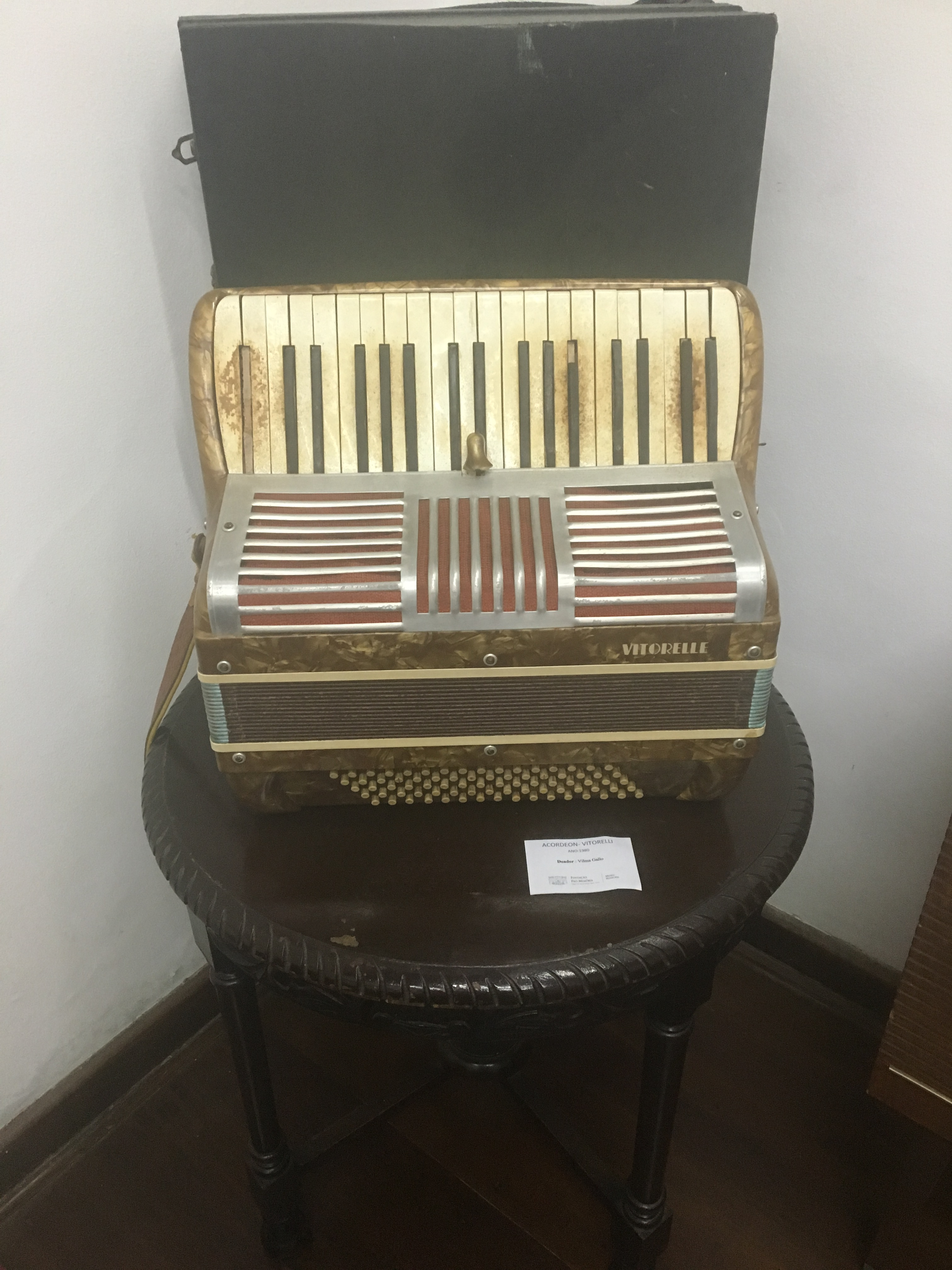
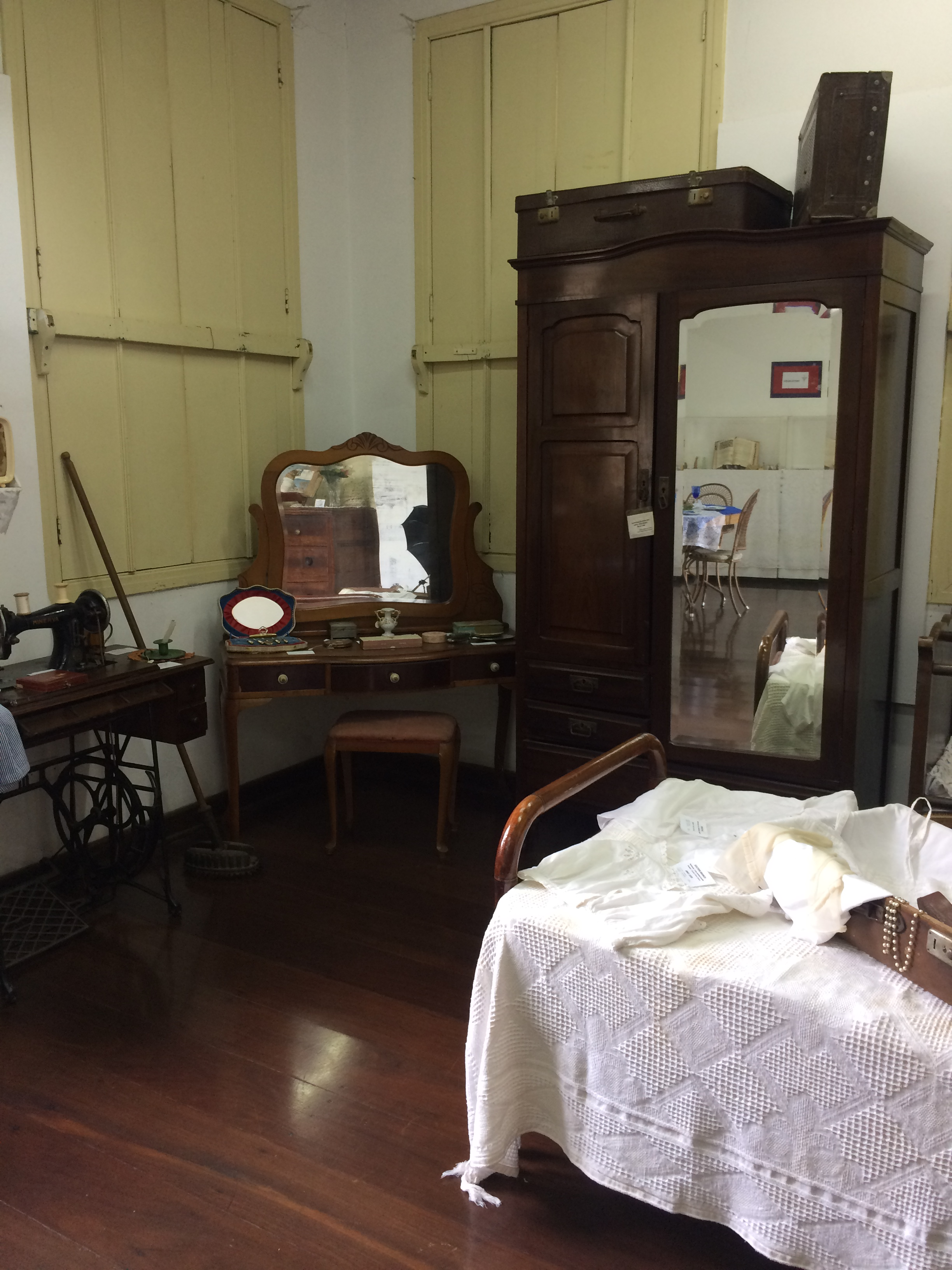
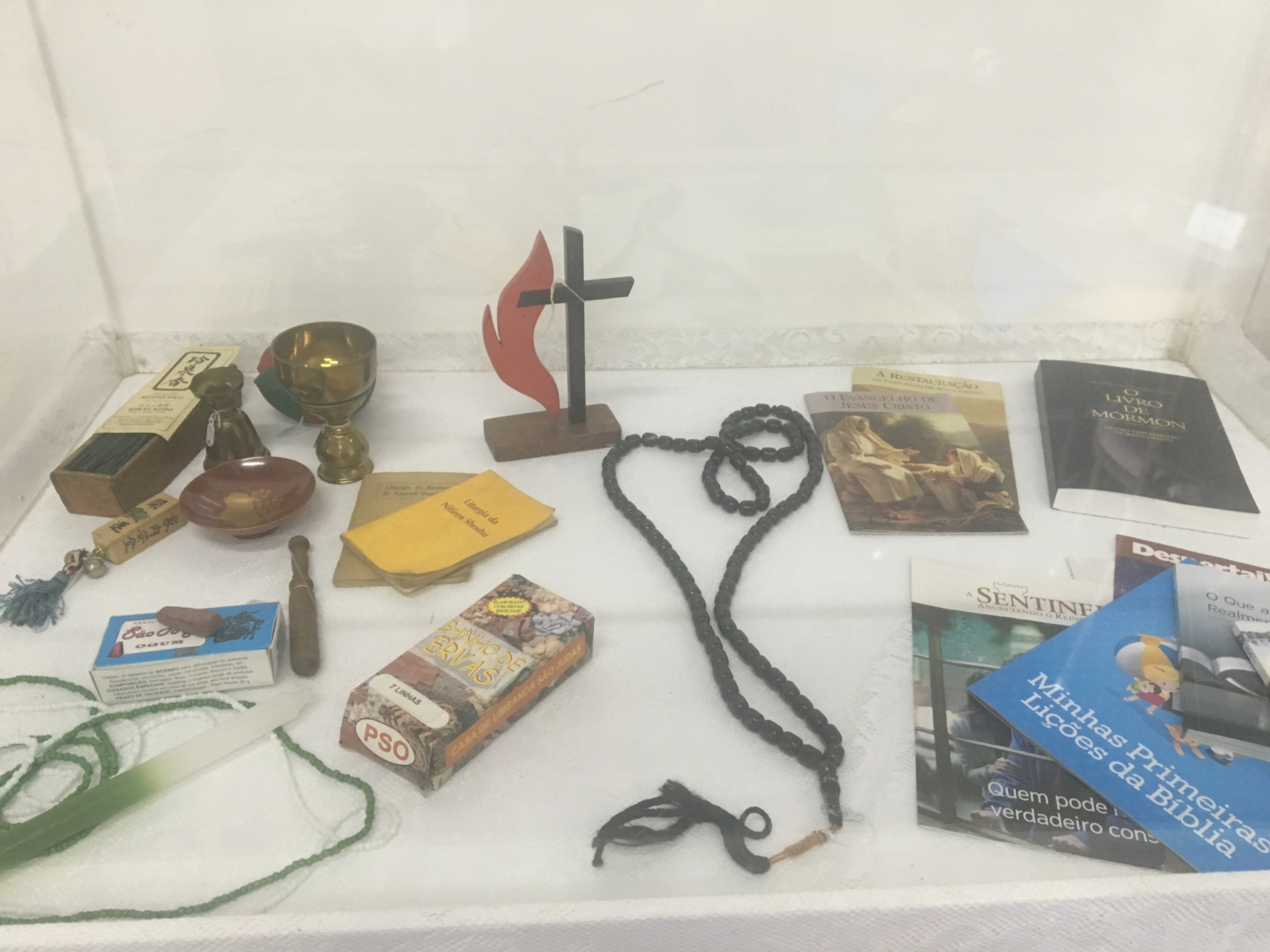
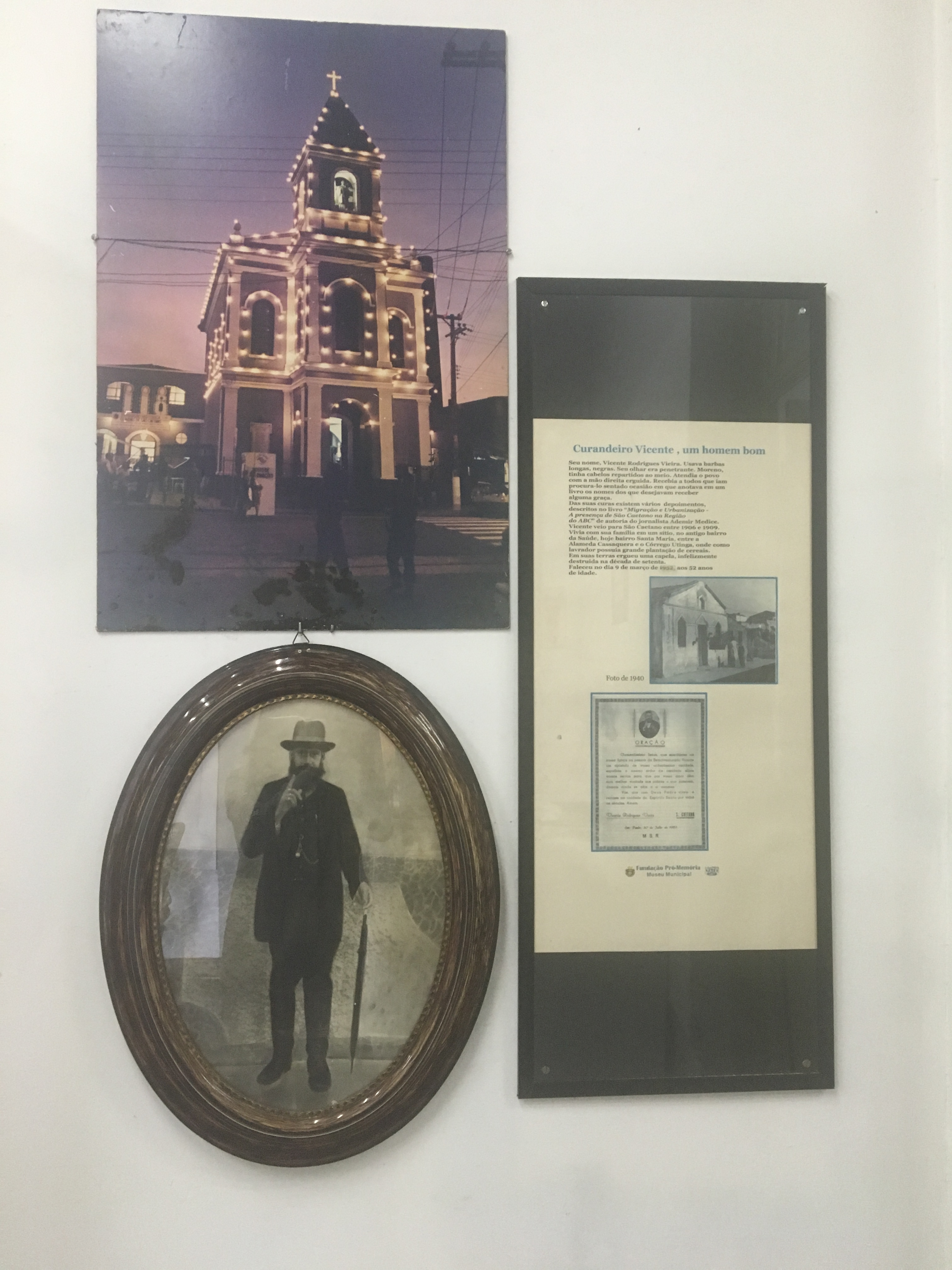
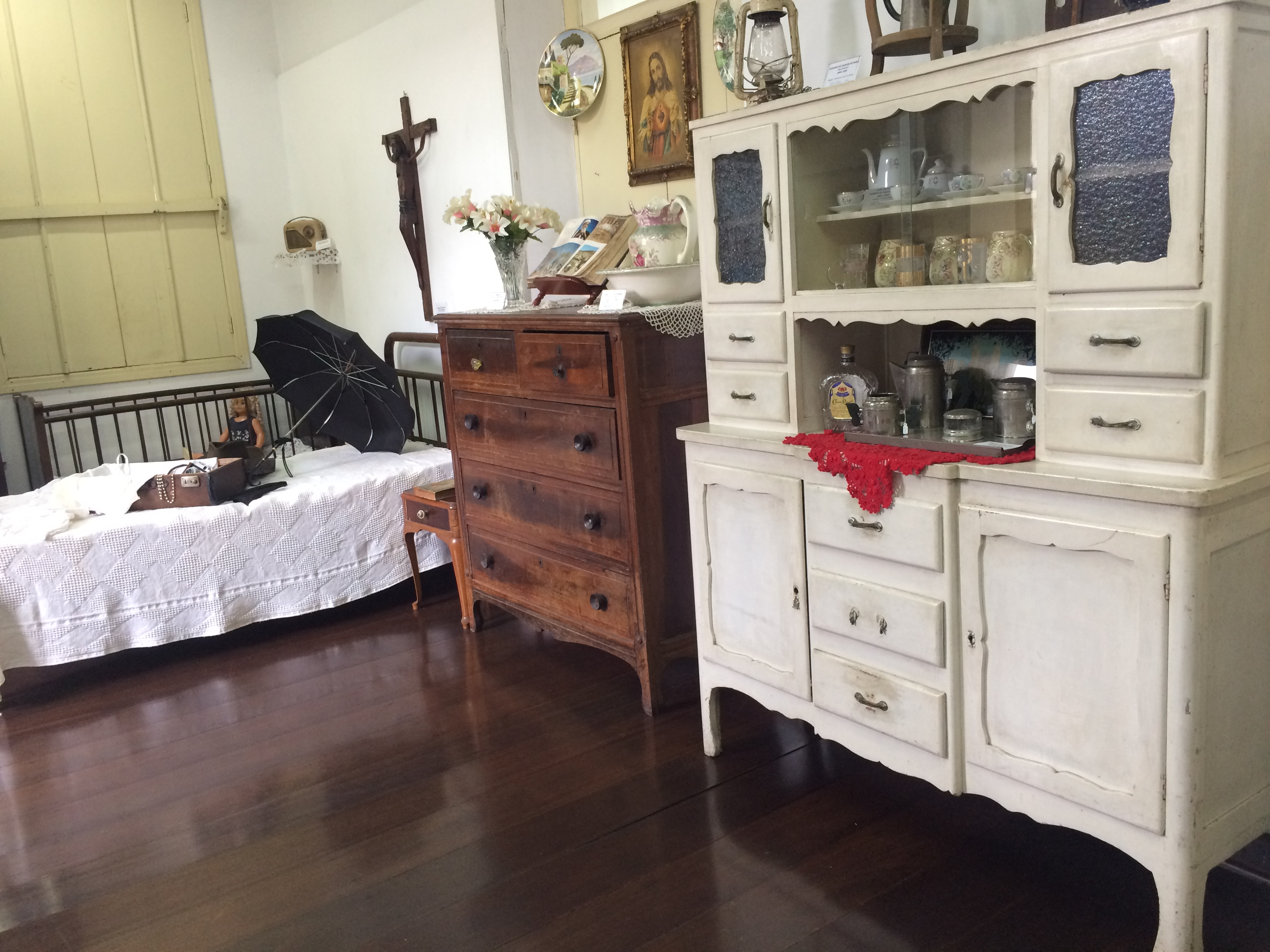
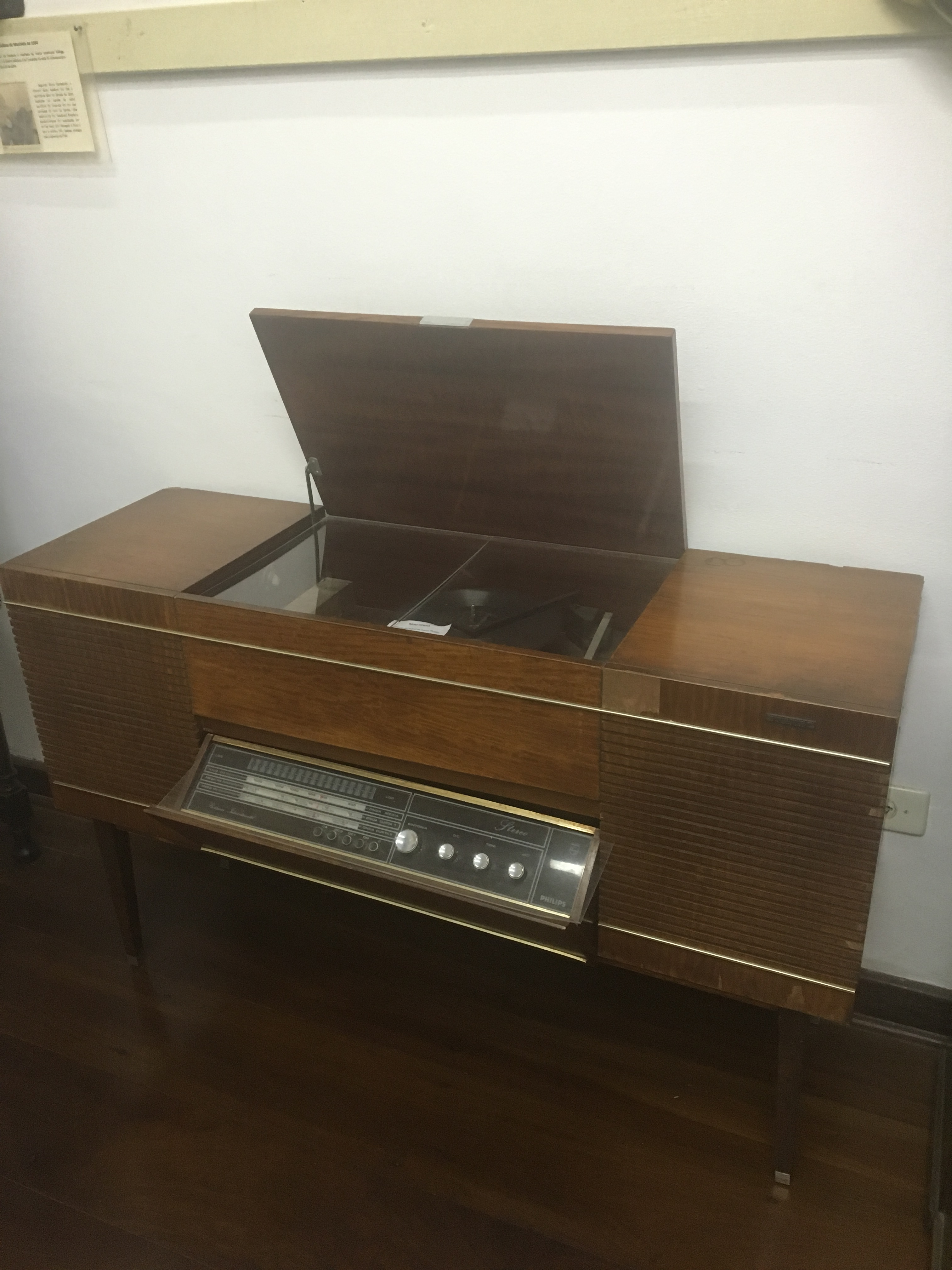
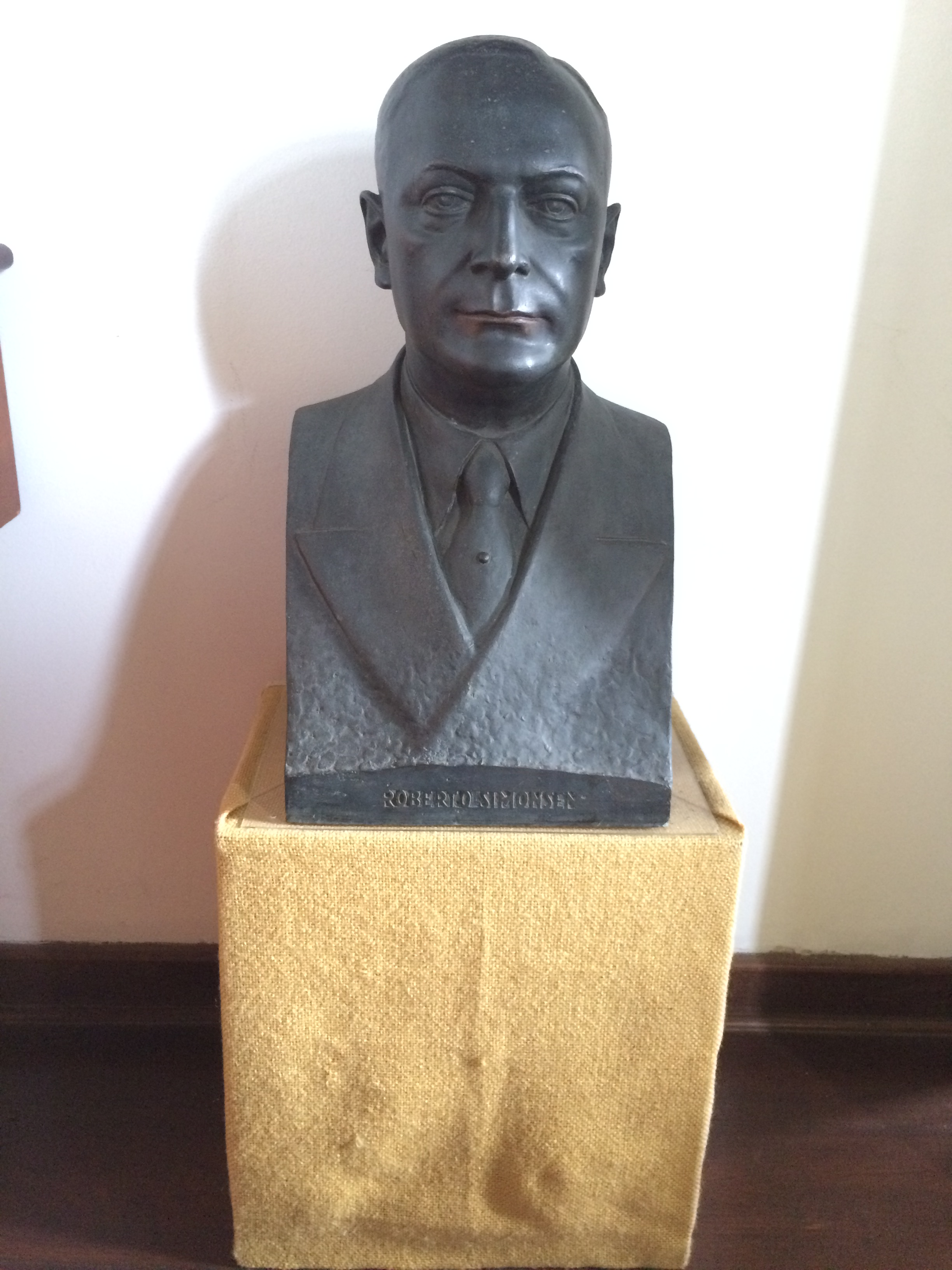